# Wirral-Enniskillen
Wirral-Enniskillen est un village du Queens, au sud de la province canadienne du Nouveau-Brunswick. Le village a le statut de DSL. Dans le cadre de la réforme de la gouvernance locale du 1er janvier 2023, le DSL a été annexé au district rural de la Région-de-la-capitale.

## Toponyme
Wirral s'appelait auparavant Gaspereau jusque vers 1885, alors que le village prit le nom de Gaspereau Station. Il est renommé à nouveau en 1924 afin d'éviter la confusion avec un autre village du nom de Gaspereau situé près de Chipman. Un certain M. Smith proposa le nom Wirral en référence à la péninsule de Wirral, à Birkenhead au Royaume-Uni. Enniskillen portait auparavant le nom de Adair Settlement, possiblement en référence à la ville d'Adare, en Irlande. Le village a été fondé par des irlandais.

## Géographie
Wirral-Enniskillen est situé le long de la route 101. Il comprend les hameaux de Wirral, Wirral-Station et Enniskillen.
Le relief est accidenté. Le principal cours d'eau est le ruisseau Back et il y a le lac Wirral, mesurant près d'un kilomètre de long.

## Histoire
Enniskillen est fondé vers 1826 par des Irlandais. Wirral est un établissement agricole et forestier fondé vers 1828 par des Écossais et des Néo-brusnwickois.

## Démographie
D'après le recensement de Statistique Canada, il y avait 226 habitants en 2021, comparativement à 204 en 2016, soit une hausse de ▲ +10,78 %. Il s'y trouve 103 logements privés, dont 96 occupés par des résidents habituels. Le village a une superficie de 29,30 km2 et une densité de population de 7,7 habitants/km2.
| 2001 | 2006 | 2011 | 2016 | 2021 |
| ---- | ---- | ---- | ---- | ---- |
| 259  | 260  | 226  | 204  | 226  |

## Économie
Entreprise Central NB, membre du Réseau Entreprise, a la responsabilité du développement économique.

## Administration

### Comité consultatif
En tant que district de services locaux, Wirral-Enniskillen est administré directement par le Ministère des Gouvernements locaux du Nouveau-Brunswick, secondé par un comité consultatif élu composé de cinq membres dont un président.

### Commission de services régionaux
Wirral-Enniskillen fait partie de la Région 11, une commission de services régionaux (CSR) devant commencer officiellement ses activités le 1er janvier 2013. Contrairement aux municipalités, les DSL sont représentés au conseil par un nombre de représentants proportionnel à leur population et leur assiette fiscale. Ces représentants sont élus par les présidents des DSL mais sont nommés par le gouvernement s'il n'y a pas assez de présidents en fonction. Les services obligatoirement offerts par les CSR sont l'aménagement régional, l'aménagement local dans le cas des DSL, la gestion des déchets solides, la planification des mesures d'urgence ainsi que la collaboration en matière de services de police, la planification et le partage des coûts des infrastructures régionales de sport, de loisirs et de culture; d'autres services pourraient s'ajouter à cette liste.

### Représentation et tendances politiques
Nouveau-Brunswick: Wirral-Enniskillen fait partie de la circonscription provinciale de New Maryland–Sunbury-Ouest, qui est représentée à l'Assemblée législative du Nouveau-Brunswick par Jack Carr, du Parti progressiste-conservateur. Il fut élu en 2008 et réélu en 2010.
 Canada: Wirral-Enniskillen fait partie de la circonscription électorale fédérale de Nouveau-Brunswick-Sud-Ouest, qui est représentée à la Chambre des communes du Canada par Gregory Francis Thompson, ministre des Anciens Combattants et membre du Parti conservateur. Il fut élu lors de la 40e élection fédérale, en 1988, défait en 1993 puis réélu à chaque fois depuis 1997.

## Vivre à Wirral-Enniskillen
Le DSL est inclus dans le territoire du sous-district 10 du district scolaire Francophone Sud. Les écoles francophones les plus proches sont à Fredericton et Oromocto alors que les établissements d'enseignement supérieurs les plus proches sont dans le Grand Moncton.
Wirral possède un bureau de poste. Le détachement de la Gendarmerie royale du Canada le plus proche est à Grand Bay-Westfield.
Les anglophones bénéficient du quotidien Telegraph-Journal, publié à Saint-Jean. Les francophones bénéficient quant à eux du quotidien L'Acadie nouvelle, publié à Caraquet et de l'hebdomadaire L'Étoile, de Dieppe.